# George I van Groot-Brittannië
George I Lodewijk (Duits: Georg I. Ludwig; Engels: George I Louis) (Hannover, 28 mei 1660 — Osnabrück, 11 juni 1727) was vanaf 1698 hertog-keurvorst van het Keurvorstendom Brunswijk-Lüneburg in het Heilige Roomse Rijk. Op 1 augustus 1714 werd hij ook koning van Groot-Brittannië en Ierland.
George werd geboren in Hannover, destijds de residentie van de hertogen van hertogdom Brunswijk-Lüneburg (gelegen in nu de Bondsrepubliek Duitsland). Hij erfde al de titels en deelgebieden van het hertogdom Brunswijk-Lüneberg van zijn vader en ooms. Een reeks Europese oorlogen zorgde ervoor dat zijn grondgebied nog uitbreidde, en in 1708 werd hij bekrachtigd tot keurvorst van Hannover.
In 1714, na de dood van koningin Anna van Groot-Brittannië, besteeg hij op 54-jarige leeftijd de Britse troon als de eerste monarch van het Huis Hannover. Alhoewel er meer dan vijftig nauwere, doch rooms-katholieke, bloedverwanten waren van Anna, verbood de Act of Settlement dat er katholieken op de Britse troon zouden zitten; George was zo, via de familietak van zijn grootmoeder, de dichtst levende protestantse verwant van Anna. In reactie hierop probeerden de jakobieten George af te zetten en hem te vervangen door de katholieke halfbroer van Anna, Jacobus Frans Eduard Stuart, maar dat mislukte.
Tijdens de heerschappij van George nam de macht van de monarchie af en begon Groot-Brittannië aan een overgang naar het moderne systeem van een kabinet dat geleid wordt door een premier. Tegen het einde van zijn heerschappij was de echte macht eigenlijk in handen van Robert Walpole, de eerste de facto premier van Groot-Brittannië. George stierf onderweg tijdens een reis naar Hannover, waar hij ook werd begraven.

## Leven
George werd geboren op 28 mei 1660 te Hannover als oudste kind van Ernst August van Brunswijk-Lüneburg en Sophia van de Palts, een dochter van Elizabeth Stuart. Hij had vijf jongere broers: Frederik August (1661-1691), Maximiliaan Willem (1666-1727), Karel Filips (1669-1690), Christiaan (1671-1703) en Ernst August (1674-1728). George had ook een jongere zus: Sophie Charlotte (1668-1705), zij huwde koning Frederik I in Pruisen.
Om dynastieke redenen werd in 1682 besloten tot een huwelijk tussen George en zijn nicht Sophia Dorothea van Celle, het enige kind van George Willem van Brunswijk-Lüneburg. Zij was buitenechtelijk geboren maar zeer tegen de zin van de familie door haar vader geacht.  Zowel George Lodewijk zelf als zijn moeder Sophia van de Palts benaderden Sophia Dorothea met minachting. Na de geboorte van de kinderen George (1683) en Sophia Dorothea (1687) verergerde de situatie
De Zweedse graaf Philip Christoph von Königsmarck hielp haar in 1694  bij een mislukte poging om uit Hannover te ontsnappen. Er is gesuggereerd dat Von Königsmarck haar minnaar was. De brieven die dit zouden bewijzen zijn echter vervalsingen. Von Königsmarck werd in het geheim geëxecuteerd. Het huwelijk tussen Sophia Dorothea van Celle en George Lodewijk werd ontbonden. Zij werd de rest van haar leven gevangengehouden in Slot Ahlden op de Lüneburger Heide.
Vanaf 1698 bestuurde hij het Keurvorstendom Brunswijk-Lüneburg en na de dood van zijn oom en schoonvader George Willem van Brunswijk-Lüneburg in 1705 erfde hij het Hertogdom Brunswijk-Lüneburg. Na de dood van zijn moeder, die bij de Act of Settlement als troonopvolgster was aangewezen, gingen haar rechten over op George. 
Op 31 oktober 1714 werd Georg Ludwig gekroond tot koning van Groot-Brittannië en Ierland als opvolger van koningin Anna. De Hannovers waren de naaste protestantse familieleden. Zij kregen echter te maken met tegenstand van aanhangers van Jacobus Frans Eduard Stuart, de zoon van koning Jacobus II. Hun opstand liep in 1715 op niets uit. 
George leerde nooit goed Engels spreken en verdeelde zijn tijd tussen Engeland en zijn gebied in Hannover, waardoor hij vaak buitenslands was.  De verstandhouding met zijn wettige zoon en erfgenaam  prins George was slecht. Die werd zelfs enige tijd van het hof verbannen vanwege een ruzie. Zijn Britse tijdgenoten vonden de koning bovendien niet bijster intelligent; in Europa had hij een betere naam.
In 1721 werd Sir Robert Walpole eerste minister. Hij wordt beschouwd als de eerste echte minister-president (Prime Minister); een door de koning benoemde minister die functioneerde op basis van een parlementaire meerderheid in het Lagerhuis. Deze feiten droegen veel bij aan ontwikkeling van de moderne parlementaire staatsvorm. 
In 1726 was George betrokken bij het ontmaskeren van medisch fraudeur Mary Toft die beweerde konijnen te baren. 

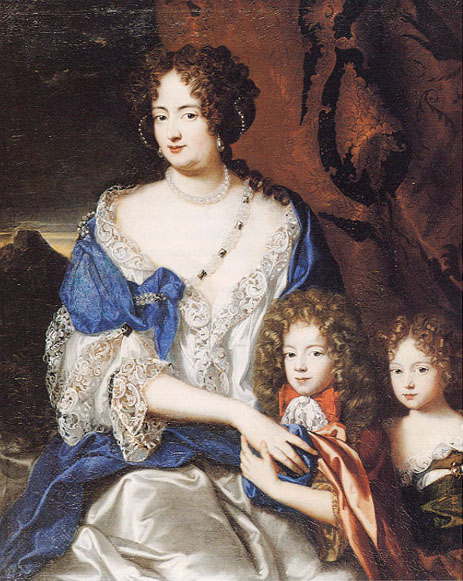
Sophia Dorothea met haar kinderen George Augustus en Sophia Dorothea.

In 1727 wilde George voor de zesde (en laatste) keer zijn geboorteplaats Hannover bezoeken, maar onderweg kreeg hij een beroerte in zijn reiskoets tussen Delden en Nordhorn en werd hij ongeveer 90 km verder vervoerd naar de residentie van zijn broer Ernst August, het prins-bisschoppelijk paleis in Osnabrück, de plaats van zijn jeugd, waar hij twee dagen na aankomst, op 22 juni 1727, overleed. Hij was begraven in de kasteelkapel van het Leineschloss te Hannover. Na de Tweede Wereldoorlog werd hij herbegraven in het mausoleum in de Berggarten van Herrenhausen.
Zijn zoon volgde hem op als George II.

## Huwelijk en kinderen
Op 18 november 1682 trouwde George met zijn nicht Sophia Dorothea, prinses van Celle. Zij kregen twee kinderen:
- George Augustus (10 november 1683 - 25 oktober 1760), werd later koning George II. Hij huwde prinses Caroline van Brandenburg-Ansbach.
- Sophia Dorothea (16 maart 1687 - 28 juni 1757), de latere gemalin van koning Frederik Willem I van Pruisen en moeder van koning Frederik de Grote en grootmoeder van koning Frederik Willem II.

Hij had een aaneenschakeling van Duitse maîtresses. Bij een van hen, Melusine von der Schulenburg, die hij hertogin van Kendall maakte, had hij zeker drie onwettige kinderen.

## Kwartierstaat (voorouders)
| Willem V van Brunswijk-Lüneburg (1535-1592) | Willem V van Brunswijk-Lüneburg (1535-1592) | Willem V van Brunswijk-Lüneburg (1535-1592) | Willem V van Brunswijk-Lüneburg (1535-1592) | Willem V van Brunswijk-Lüneburg (1535-1592) | Willem V van Brunswijk-Lüneburg (1535-1592) | Dorothea van Denemarken (1546-1617)        | Dorothea van Denemarken (1546-1617)        | Dorothea van Denemarken (1546-1617)        | Dorothea van Denemarken (1546-1617)        | Dorothea van Denemarken (1546-1617)             | Dorothea van Denemarken (1546-1617)             |                                                 |                                                 | Lodewijk V van Hessen-Darmstadt (1577-1626)     | Lodewijk V van Hessen-Darmstadt (1577-1626)     | Lodewijk V van Hessen-Darmstadt (1577-1626)    | Lodewijk V van Hessen-Darmstadt (1577-1626)    | Lodewijk V van Hessen-Darmstadt (1577-1626)    | Lodewijk V van Hessen-Darmstadt (1577-1626)    | Magdalena van Brandenburg (1582-1616)          | Magdalena van Brandenburg (1582-1616)          | Magdalena van Brandenburg (1582-1616) | Magdalena van Brandenburg (1582-1616) | Magdalena van Brandenburg (1582-1616)     | Magdalena van Brandenburg (1582-1616)     |                                           |                                           | Frederik IV van de Palts (1574-1610)      | Frederik IV van de Palts (1574-1610)      | Frederik IV van de Palts (1574-1610) | Frederik IV van de Palts (1574-1610) | Frederik IV van de Palts (1574-1610)  | Frederik IV van de Palts (1574-1610)  | Louise Juliana van Nassau (1576-1644) | Louise Juliana van Nassau (1576-1644) | Louise Juliana van Nassau (1576-1644) | Louise Juliana van Nassau (1576-1644) | Louise Juliana van Nassau (1576-1644) | Louise Juliana van Nassau (1576-1644) |                                     |                                     | Jacobus I van Engeland (1566-1625)  | Jacobus I van Engeland (1566-1625)  | Jacobus I van Engeland (1566-1625)  | Jacobus I van Engeland (1566-1625)  | Jacobus I van Engeland (1566-1625) | Jacobus I van Engeland (1566-1625) | Anna van Denemarken (1574-1619)          | Anna van Denemarken (1574-1619)          | Anna van Denemarken (1574-1619)          | Anna van Denemarken (1574-1619)          | Anna van Denemarken (1574-1619)          | Anna van Denemarken (1574-1619)          |  |  |  |  |  |  |  |  |  |  |  |  |  |  |  |  |  |  |  |  |  |  |  |  |  |  |  |  |  |  |  |  |  |  |  |  |  |  |  |  |  |  |  |  |  |  |  |  |
| Willem V van Brunswijk-Lüneburg (1535-1592) | Willem V van Brunswijk-Lüneburg (1535-1592) | Willem V van Brunswijk-Lüneburg (1535-1592) | Willem V van Brunswijk-Lüneburg (1535-1592) | Willem V van Brunswijk-Lüneburg (1535-1592) | Willem V van Brunswijk-Lüneburg (1535-1592) | Dorothea van Denemarken (1546-1617)        | Dorothea van Denemarken (1546-1617)        | Dorothea van Denemarken (1546-1617)        | Dorothea van Denemarken (1546-1617)        | Dorothea van Denemarken (1546-1617)             | Dorothea van Denemarken (1546-1617)             |                                                 |                                                 | Lodewijk V van Hessen-Darmstadt (1577-1626)     | Lodewijk V van Hessen-Darmstadt (1577-1626)     | Lodewijk V van Hessen-Darmstadt (1577-1626)    | Lodewijk V van Hessen-Darmstadt (1577-1626)    | Lodewijk V van Hessen-Darmstadt (1577-1626)    | Lodewijk V van Hessen-Darmstadt (1577-1626)    | Magdalena van Brandenburg (1582-1616)          | Magdalena van Brandenburg (1582-1616)          | Magdalena van Brandenburg (1582-1616) | Magdalena van Brandenburg (1582-1616) | Magdalena van Brandenburg (1582-1616)     | Magdalena van Brandenburg (1582-1616)     |                                           |                                           | Frederik IV van de Palts (1574-1610)      | Frederik IV van de Palts (1574-1610)      | Frederik IV van de Palts (1574-1610) | Frederik IV van de Palts (1574-1610) | Frederik IV van de Palts (1574-1610)  | Frederik IV van de Palts (1574-1610)  | Louise Juliana van Nassau (1576-1644) | Louise Juliana van Nassau (1576-1644) | Louise Juliana van Nassau (1576-1644) | Louise Juliana van Nassau (1576-1644) | Louise Juliana van Nassau (1576-1644) | Louise Juliana van Nassau (1576-1644) |                                     |                                     | Jacobus I van Engeland (1566-1625)  | Jacobus I van Engeland (1566-1625)  | Jacobus I van Engeland (1566-1625)  | Jacobus I van Engeland (1566-1625)  | Jacobus I van Engeland (1566-1625) | Jacobus I van Engeland (1566-1625) | Anna van Denemarken (1574-1619)          | Anna van Denemarken (1574-1619)          | Anna van Denemarken (1574-1619)          | Anna van Denemarken (1574-1619)          | Anna van Denemarken (1574-1619)          | Anna van Denemarken (1574-1619)          |  |  |  |  |  |  |  |  |  |  |  |  |  |  |  |  |  |  |  |  |  |  |  |  |  |  |  |  |  |  |  |  |  |  |  |  |  |  |  |  |  |  |  |  |  |  |  |  |
|                                             |                                             |                                             |                                             |                                             |                                             |                                            |                                            |                                            |                                            |                                                 |                                                 |                                                 |                                                 |                                                 |                                                 |                                                |                                                |                                                |                                                |                                                |                                                |                                       |                                       |                                           |                                           |                                           |                                           |                                           |                                           |                                      |                                      |                                       |                                       |                                       |                                       |                                       |                                       |                                       |                                       |                                     |                                     |                                     |                                     |                                     |                                     |                                    |                                    |                                          |                                          |                                          |                                          |                                          |                                          |  |  |  |  |  |  |  |  |  |  |  |  |  |  |  |  |  |  |  |  |  |  |  |  |  |  |  |  |  |  |  |  |  |  |  |  |  |  |  |  |  |  |  |  |  |  |  |  |
|                                             |                                             |                                             |                                             | George van Brunswijk-Calenberg (1582-1641)  | George van Brunswijk-Calenberg (1582-1641)  | George van Brunswijk-Calenberg (1582-1641) | George van Brunswijk-Calenberg (1582-1641) | George van Brunswijk-Calenberg (1582-1641) | George van Brunswijk-Calenberg (1582-1641) |                                                 |                                                 |                                                 |                                                 |                                                 |                                                 | Anna Eleonora van Hessen-Darmstadt (1601-1659) | Anna Eleonora van Hessen-Darmstadt (1601-1659) | Anna Eleonora van Hessen-Darmstadt (1601-1659) | Anna Eleonora van Hessen-Darmstadt (1601-1659) | Anna Eleonora van Hessen-Darmstadt (1601-1659) | Anna Eleonora van Hessen-Darmstadt (1601-1659) |                                       |                                       |                                           |                                           |                                           |                                           |                                           |                                           |                                      |                                      | Frederik V van de Palts (1596-1632)   | Frederik V van de Palts (1596-1632)   | Frederik V van de Palts (1596-1632)   | Frederik V van de Palts (1596-1632)   | Frederik V van de Palts (1596-1632)   | Frederik V van de Palts (1596-1632)   |                                       |                                       |                                     |                                     |                                     |                                     | Elizabeth Stuart (1596-1662)        | Elizabeth Stuart (1596-1662)        | Elizabeth Stuart (1596-1662)       | Elizabeth Stuart (1596-1662)       | Elizabeth Stuart (1596-1662)             | Elizabeth Stuart (1596-1662)             |                                          |                                          |                                          |                                          |  |  |  |  |  |  |  |  |  |  |  |  |  |  |  |  |  |  |  |  |  |  |  |  |  |  |  |  |  |  |  |  |  |  |  |  |  |  |  |  |  |  |  |  |  |  |  |  |
|                                             |                                             |                                             |                                             | George van Brunswijk-Calenberg (1582-1641)  | George van Brunswijk-Calenberg (1582-1641)  | George van Brunswijk-Calenberg (1582-1641) | George van Brunswijk-Calenberg (1582-1641) | George van Brunswijk-Calenberg (1582-1641) | George van Brunswijk-Calenberg (1582-1641) |                                                 |                                                 |                                                 |                                                 |                                                 |                                                 | Anna Eleonora van Hessen-Darmstadt (1601-1659) | Anna Eleonora van Hessen-Darmstadt (1601-1659) | Anna Eleonora van Hessen-Darmstadt (1601-1659) | Anna Eleonora van Hessen-Darmstadt (1601-1659) | Anna Eleonora van Hessen-Darmstadt (1601-1659) | Anna Eleonora van Hessen-Darmstadt (1601-1659) |                                       |                                       |                                           |                                           |                                           |                                           |                                           |                                           |                                      |                                      | Frederik V van de Palts (1596-1632)   | Frederik V van de Palts (1596-1632)   | Frederik V van de Palts (1596-1632)   | Frederik V van de Palts (1596-1632)   | Frederik V van de Palts (1596-1632)   | Frederik V van de Palts (1596-1632)   |                                       |                                       |                                     |                                     |                                     |                                     | Elizabeth Stuart (1596-1662)        | Elizabeth Stuart (1596-1662)        | Elizabeth Stuart (1596-1662)       | Elizabeth Stuart (1596-1662)       | Elizabeth Stuart (1596-1662)             | Elizabeth Stuart (1596-1662)             |                                          |                                          |                                          |                                          |  |  |  |  |  |  |  |  |  |  |  |  |  |  |  |  |  |  |  |  |  |  |  |  |  |  |  |  |  |  |  |  |  |  |  |  |  |  |  |  |  |  |  |  |  |  |  |  |
|                                             |                                             |                                             |                                             |                                             |                                             |                                            |                                            |                                            |                                            | Ernst August van Brunswijk-Lüneburg (1629-1698) | Ernst August van Brunswijk-Lüneburg (1629-1698) | Ernst August van Brunswijk-Lüneburg (1629-1698) | Ernst August van Brunswijk-Lüneburg (1629-1698) | Ernst August van Brunswijk-Lüneburg (1629-1698) | Ernst August van Brunswijk-Lüneburg (1629-1698) |                                                |                                                |                                                |                                                |                                                |                                                |                                       |                                       |                                           |                                           |                                           |                                           |                                           |                                           |                                      |                                      |                                       |                                       |                                       |                                       |                                       |                                       | Sophia van de Palts (1630-1714)       | Sophia van de Palts (1630-1714)       | Sophia van de Palts (1630-1714)     | Sophia van de Palts (1630-1714)     | Sophia van de Palts (1630-1714)     | Sophia van de Palts (1630-1714)     |                                     |                                     |                                    |                                    |                                          |                                          |                                          |                                          |                                          |                                          |  |  |  |  |  |  |  |  |  |  |  |  |  |  |  |  |  |  |  |  |  |  |  |  |  |  |  |  |  |  |  |  |  |  |  |  |  |  |  |  |  |  |  |  |  |  |  |  |
|                                             |                                             |                                             |                                             |                                             |                                             |                                            |                                            |                                            |                                            | Ernst August van Brunswijk-Lüneburg (1629-1698) | Ernst August van Brunswijk-Lüneburg (1629-1698) | Ernst August van Brunswijk-Lüneburg (1629-1698) | Ernst August van Brunswijk-Lüneburg (1629-1698) | Ernst August van Brunswijk-Lüneburg (1629-1698) | Ernst August van Brunswijk-Lüneburg (1629-1698) |                                                |                                                |                                                |                                                |                                                |                                                |                                       |                                       |                                           |                                           |                                           |                                           |                                           |                                           |                                      |                                      |                                       |                                       |                                       |                                       |                                       |                                       | Sophia van de Palts (1630-1714)       | Sophia van de Palts (1630-1714)       | Sophia van de Palts (1630-1714)     | Sophia van de Palts (1630-1714)     | Sophia van de Palts (1630-1714)     | Sophia van de Palts (1630-1714)     |                                     |                                     |                                    |                                    |                                          |                                          |                                          |                                          |                                          |                                          |  |  |  |  |  |  |  |  |  |  |  |  |  |  |  |  |  |  |  |  |  |  |  |  |  |  |  |  |  |  |  |  |  |  |  |  |  |  |  |  |  |  |  |  |  |  |  |  |
|                                             |                                             |                                             |                                             |                                             |                                             |                                            |                                            |                                            |                                            |                                                 |                                                 |                                                 |                                                 |                                                 |                                                 |                                                |                                                |                                                |                                                |                                                |                                                |                                       |                                       |                                           |                                           |                                           |                                           |                                           |                                           |                                      |                                      |                                       |                                       |                                       |                                       |                                       |                                       |                                       |                                       |                                     |                                     |                                     |                                     |                                     |                                     |                                    |                                    |                                          |                                          |                                          |                                          |                                          |                                          |  |  |  |  |  |  |  |  |  |  |  |  |  |  |  |  |  |  |  |  |  |  |  |  |  |  |  |  |  |  |  |  |  |  |  |  |  |  |  |  |  |  |  |  |  |  |  |  |
|                                             |                                             |                                             |                                             |                                             |                                             |                                            |                                            |                                            |                                            |                                                 |                                                 |                                                 |                                                 |                                                 |                                                 |                                                |                                                |                                                |                                                |                                                |                                                |                                       |                                       |                                           |                                           |                                           |                                           |                                           |                                           |                                      |                                      |                                       |                                       |                                       |                                       |                                       |                                       |                                       |                                       |                                     |                                     |                                     |                                     |                                     |                                     |                                    |                                    |                                          |                                          |                                          |                                          |                                          |                                          |  |  |  |  |  |  |  |  |  |  |  |  |  |  |  |  |  |  |  |  |  |  |  |  |  |  |  |  |  |  |  |  |  |  |  |  |  |  |  |  |  |  |  |  |  |  |  |  |
| George I van Groot-Brittannië (1660-1727)   | George I van Groot-Brittannië (1660-1727)   | George I van Groot-Brittannië (1660-1727)   | George I van Groot-Brittannië (1660-1727)   | George I van Groot-Brittannië (1660-1727)   | George I van Groot-Brittannië (1660-1727)   |                                            |                                            | Frederik August van Hannover (1661-1690)   | Frederik August van Hannover (1661-1690)   | Frederik August van Hannover (1661-1690)        | Frederik August van Hannover (1661-1690)        | Frederik August van Hannover (1661-1690)        | Frederik August van Hannover (1661-1690)        |                                                 |                                                 | Maximiliaan Willem van Hannover (1666-1726)    | Maximiliaan Willem van Hannover (1666-1726)    | Maximiliaan Willem van Hannover (1666-1726)    | Maximiliaan Willem van Hannover (1666-1726)    | Maximiliaan Willem van Hannover (1666-1726)    | Maximiliaan Willem van Hannover (1666-1726)    |                                       |                                       | Sophie Charlotte van Hannover (1668-1705) | Sophie Charlotte van Hannover (1668-1705) | Sophie Charlotte van Hannover (1668-1705) | Sophie Charlotte van Hannover (1668-1705) | Sophie Charlotte van Hannover (1668-1705) | Sophie Charlotte van Hannover (1668-1705) |                                      |                                      | Karel Filips van Hannover (1669-1690) | Karel Filips van Hannover (1669-1690) | Karel Filips van Hannover (1669-1690) | Karel Filips van Hannover (1669-1690) | Karel Filips van Hannover (1669-1690) | Karel Filips van Hannover (1669-1690) |                                       |                                       | Christiaan van Hannover (1671-1703) | Christiaan van Hannover (1671-1703) | Christiaan van Hannover (1671-1703) | Christiaan van Hannover (1671-1703) | Christiaan van Hannover (1671-1703) | Christiaan van Hannover (1671-1703) |                                    |                                    | Ernst August II van Hannover (1674-1728) | Ernst August II van Hannover (1674-1728) | Ernst August II van Hannover (1674-1728) | Ernst August II van Hannover (1674-1728) | Ernst August II van Hannover (1674-1728) | Ernst August II van Hannover (1674-1728) |  |  |  |  |  |  |  |  |  |  |  |  |  |  |  |  |  |  |  |  |  |  |  |  |  |  |  |  |  |  |  |  |  |  |  |  |  |  |  |  |  |  |  |  |  |  |  |  |

- Bibsys: 90655911
- Bibliothèque nationale de France: cb13747103m (data)
- Catàleg d'autoritats de noms i títols de Catalunya: 981058530075806706
- CiNii: DA06956621
- Gemeinsame Normdatei: 118538535
- International Standard Name Identifier: 0000 0003 8205 408X
- Library of Congress Control Number: n50047915
- Bibliotheek van het Japanse parlement: 01174472
- Nationale Bibliotheek van Tsjechië: ntk20231176638
- Nationale bibliotheek van Australië: 61539846
- Nationale Bibliotheek van Israël: 987007276540905171
- Nationale Bibliotheek van Polen: a0000001287443
- Nederlandse Thesaurus van Auteursnamen: 070497419
- Réseau des bibliothèques de Suisse occidentale: 02-A022780735
- Istituto Centrale per il Catalogo Unico: NAPV192345
- Système universitaire de documentation: 084554738
- Museum of New Zealand Te Papa Tongarewa: 65577
- Trove: 1842464
- Union List of Artist Names: 500373198
- Virtual International Authority File: 263401905
- WorldCat: E39PBJkhJxCRrVXJjGRbCjRMyd